# کنستانتین پیترژاک
کنستانتین پترزاخ (روسی: Константи́н Анто́нович Петржак؛ IPA: [kənstɐnʲˈtʲin ɐnˈtonəvʲɪtɕ pʲɛdʐak]؛ ۷ سپتامبر ۱۹۰۷ – ۱۰ اکتبر ۱۹۹۸) یک فیزیک‌دان روسی-لهستانی بود. او در سال ۱۹۴۰ میلادی به همراه گئورگی فلیرف توانست برای نخستین بار فرایند واپاشی هسته‌ای شکافت خود به خود را مشاهده نماید.